# 35268 Panoramix
35268 Panoramix eller 1996 QY är en asteroid i huvudbältet som upptäcktes den 19 augusti 1996 av den tjeckiska astronomen Miloš Tichý vid Kleť-observatoriet. Den är uppkallad efter den franska serietidnings figuren Miraculix.
Asteroiden har en diameter på ungefär 2 kilometer.